# William Reid Dick
William Reid Dick, född 13 januari 1879 i Glasgow, död 1 oktober 1961 i London, var en skotsk skulptör.
William Reid Dick ställde från 1908 ut sina verk i London och Paris. Bland hans tidiga arbeten märks Femina victrix. Efter första världskriget, där han själv deltog som soldat, har han utfört flera minnesmärken för Europa och de brittiska kolonierna, mestadels i brons, bland annat ett över lord Kitchener vid Saint Paulskatedralen i London och ett väldigt lejon vid Ypres i Belgien.